# فانا فيني
فانا فيني (بالإنجليزية: Vana-Vinni)‏ هي قرية تقع في إستونيا في Vinni Parish.